# Pegasus lancifer
Pegasus lancifer Kaup, 1861 é uma espécie de peixe-escorpião da família dos Pegasidae é endêmico dos mares do sul da Austrália e da Tasmânia. Eles são conhecidos por se reunirem em grande número nas águas rasas dos estuários. Os indivíduos podem se enterrar no sedimento e mudar de cor para camuflá-los.

## Galeria

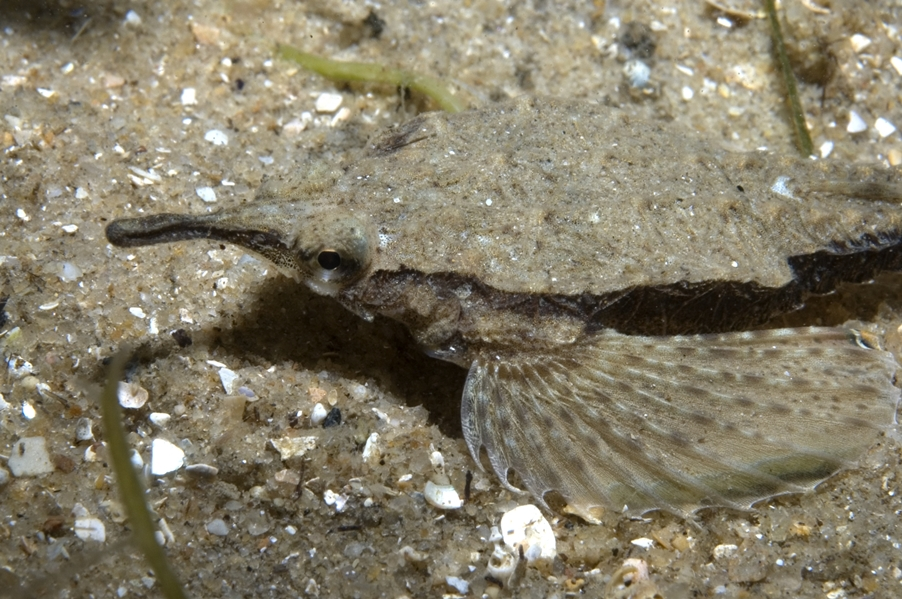
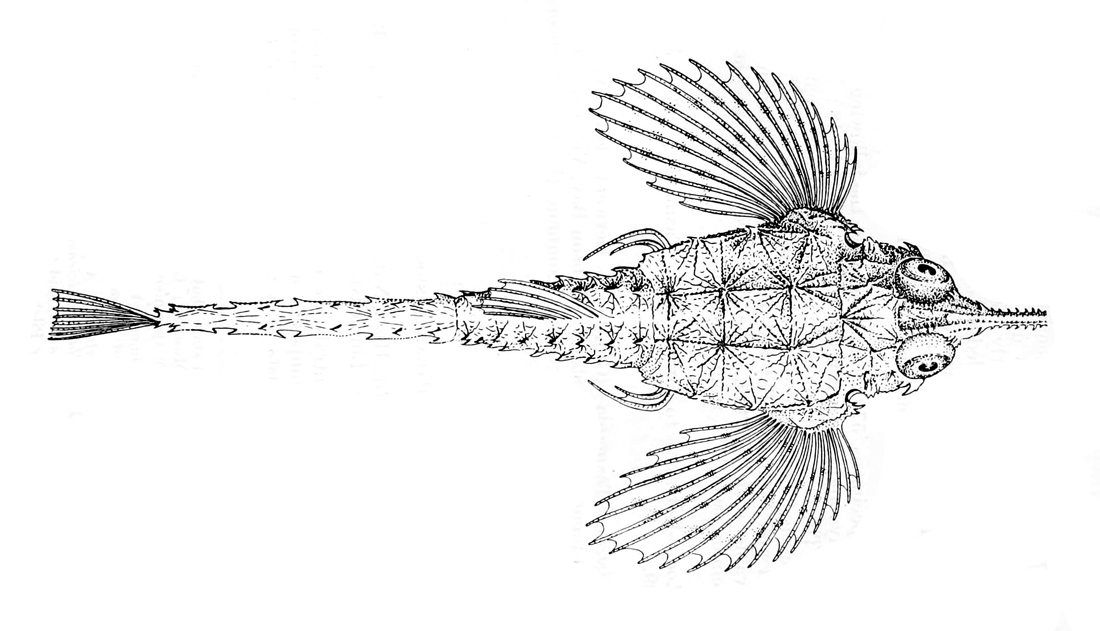